# Junkers Ju 290

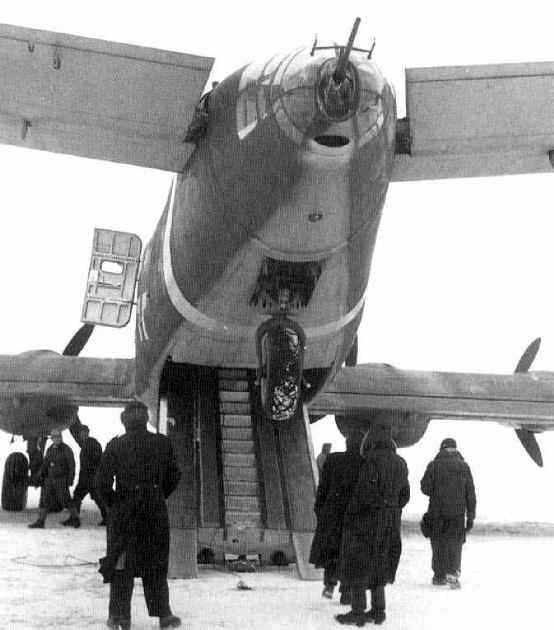
Юнкерс Ю-290 з опущеною задньою рампою, добре видно здійняте в повітря хвостове колесо шасі.

Юнкерс Ю-290 (нім. Junkers Ju 290) — німецький дальній морський розвідник. Ju 290V1 вперше піднявся в повітря 16 липня 1942 року з моторами BMW 801A і фюзеляжною вантажною рампою з гідроприводом — так званим «трапоклаппе». З 1942 по 1944 роки вироблявся серійно. Всього було випущено 52 літака (за іншими даними 65). Є подальшим розвитком Junkers Ju 90 (створеного на базі бомбардувальника Ju 89, який не пішов у серію).

## Варіанти і модифікації
- Ju-290А-1 — неозброєний транспортний варіант, мав двигуни BMW 801L (1560 к. с). Побудовано 8 одиниць.
- Ju-290А-2 — літак-розвідник, мав башту з 20-мм гарматою MG-151 і РЛС FuG 200. Три переобладних Ju 290A-1.
- Ju-290А-3 — розвідувальний варіант, мав двигуни BMW 801D (1700 к. с), чотири 20-мм гармати MG-151 (по одній на двох верхніх баштах з гідроприводом, в носовій частині підфюзеляжної ґондоли і хвостовій фюзеляжній установці), три 13,2-мм кулемета MG-131 (по одному в хвостовій частині підфюзеляжної ґондоли і бічних вікнах). Екіпаж становив сім чол. Виготовлено 5 літаків.
- Ju-290А-4 — мав двигуни BMW 801D, введений бронезахист кабіни пілотів. Озброєння як у Ju 290A-3. «Трапоклаппе» відсутнє. Побудовано 5 машин.
- Ju-290А-5 — мав двигуни BMW 801G (1700 к. с), отримав протектування паливних баків, кулемети у віконних установках замінені гарматами MG 151/20. Екіпаж — дев'ять чол. Випущено 11 одиниць.
- Ju-290А-6 — одна машина, випущена в 50-місному пасажирському варіанті.
- Ju-290А-7 — озброєння посилено за рахунок встановлення додаткової гармати MG-151/20 в носовій частині фюзеляжу. Під крилом отримав 3 тримача для підвіски протикорабельних керованих ракет Hs 293 або керованих авіабомб FX 1400 (можлива також підвіска звичайних бомб калібром до 1000 кг). З літа 1944 р. побудовано 19 (за іншими даними 13) літаків.
- Ju-290А-9 — розвідник із збільшеною дальністю і скороченим озброєнням (3 20 мм гармати MG 151/20 в носовій, хвостовій установках і верхній башті).
- L-290 «Орел» — пасажирський варіант, побудований в єдиному екземплярі, добудований у 1948 році в Чехословаччині.

## Бойове застосування
На межі 1942-1943 років Ju 290 були в терміновому порядку направлені під Сталінград для постачання оточеної армії Паулюса.
У січні 1943 два Ju-290А-1 увійшли до складу важкого транспортного загону LTS 290, що діяла на Середземноморському театрі військових дій, до кінця квітня ці машини були втрачені.
Ju-290А-2 використовувалися для виявлення морських конвоїв на підступах до Британських островів. У серпні 1944 року Ju-290А-2 передислокували в Німеччину.
Ju-290 знищений в операції «Арійці».
27 жовтня 1944 року Ju 290, вилетів з Відня, висадив п'ятьох агентів-парашутистів біля Мосула (Ірак).
Навесні 1945 року один Ju-290А-6 перелетів в Барселону і був викуплений урядом Іспанії і до 1956 року експлуатувався у ВПС Іспанії.
Ju-290А-4 став американським трофеєм, де проходив випробування після Другої світової війни.
L-290 експлуатувався в Чехословаччині в якості пасажирського.

## Льотно-технічні характеристики літака
- Модифікація: Ju-290А-5
- Двигуни: тип BMW 801G
- потужність, к. с.: 1700
- Розмах крила, м: 42,0
- Довжина літака, м: 28,64
- Висота літака, м: 6,83
- Площа крила, кв.м: 203
- Маса, кг:
- порожнього літака: 33 000
- максимальна злітна: 45 000
- Швидкість, км/год:
- Максимальна: 440
- Крейсерська: 350
- Швидкопідйомність, м/с.: 3
- Дальність польоту, км: 6150
- Практична стеля, м.: 6000